# Kloster Mehringen
Das Kloster Mehringen ist ein ehemaliges Zisterzienserinnenkloster im Ascherslebener Ortsteil Mehringen im Salzlandkreis.

## Geschichte
Das Kloster wurde 1222 durch Oda von Mehringen gestiftet. Es wurde von Papst Gregor IX. 1232 dem Kloster Sittichenbach unterstellt. Das Kloster wurde im romanischen Stil erbaut, spätere Teile auch im gotischen Stil, wie etwa die zum Kloster gehörige Kirche. In der Nähe der Kirche befanden sich die Klausurgebäude, darunter das Wohnhaus der Schwestern, das Arbeitshaus und eine Schule. Außerhalb dieser Klausurgebäude lagen die Wohnung des Propstes, das Krankenhaus, die Außenschule, die Bibliothek, die Apotheke, ein Haus für Gäste, die Wohnungen für die Dienstleute und die landwirtschaftlichen Gebäude.
Positive Folgen für die Bevölkerung waren die Verbesserung des Handwerks und der Landwirtschaft, wodurch der Ort Mehringen relativ wohlhabend werden konnte. 1525 fiel das Kloster dem Bauernkrieg zum Opfer.

## Aktuell
Die ehemaligen Klostergebäude wurden später als Gutshof und nach dem Zweiten Weltkrieg als Gelände einer LPG genutzt. Erhalten sind noch die ehemalige Klosterkirche, zwei Wohnhäuser, eine Scheune sowie zwei weitere Gebäude, die jedoch stark verfallen sind.